# Morele schade
De morele schade is in het Belgisch aansprakelijkheidsrecht de schade die niet rechtstreeks het vermogen (of patrimonium) van een persoon aantast. 

## Enkele voorbeelden van morele schade
Als morele schade kunnen o.a. worden beschouwd:
- de pijnen en smarten;
- de schade door weerkaatsing of 'genegenheidsschade';
- de esthetische schade;
- de seksuele schade;
- de genoegenschade;
- enz.

## Raming van de schadevergoeding 'ex aequo et bono'
De schadevergoeding voor morele schade wordt door de rechter zeer dikwijls ex aequo et bono geraamd. De indicatieve tabel geeft concrete cijfers voor de raming van de morele schadevergoeding. Deze cijfers zijn niet bindend voor de rechter. In de praktijk hebben zij een groot gezag. 

## Een voorbeeld: het verlies van een kind
Zeer delicaat is de morele schade wegens het verlies van een nabestaande, bijvoorbeeld het verlies van een kind door de ouders. De indicatieve tabel geeft hiervoor cijfers. Voor het verlies van een inwonend kind ontvangt iedere ouder volgens de indicatieve tabel 12.500 euro. Voor het verlies van een niet-inwonend (zelfstandig wonend) kind ontvangt iedere ouder 5.000 euro. Voor een ongeboren kind (miskraam) ontvangt iedere ouder 2.500 euro (indicatieve tabel, randnummer 53). In het aansprakelijkheidsrecht heeft een mensenleven dus wel degelijk een 'prijs'. 

## De euro als morele schadevergoeding
In bepaalde gevallen wil het slachtoffer dat morele schade heeft geleden te kennen geven dat zijn schade niet in geld waardeerbaar is, of dat hij uit deze morele schade geen financieel voordeel wenst te halen. Het slachtoffer zal dan een euro morele schadevergoeding eisen. En de rechter zal dan, wanneer de eis wordt ingewilligd, een euro morele schadevergoeding toekennen. Dat zal niet zelden het geval zijn in geval van laster en eerroof.